# Ilka Hügel
Ilka Hügel (* 2. Oktober 1952 in Ost-Berlin) ist eine deutsche Schauspielerin, Regisseurin und Hörspielsprecherin.

## Leben
Ilka Hügel wurde 1952 in Berlin geboren. Von 1971 bis 1974 besuchte sie die Staatliche Schauspielschule Rostock. Nach dem erfolgreichen Abschluss erhielt sie erste Engagements an Theatern in Stendal, Brandenburg und am Hansa-Theater in Berlin. Für mehrere Film- und Fernsehproduktionen stand sie vor der Kamera. So spielte sie in der 6-teiligen Fernsehserie Mensch Hermann als Elvira Schindler eine Hauptrolle. Für den Rundfunk der DDR wirkte sie als Hörspielsprecherin.
Ilka Hügel ist mit Maximilian Löser (auch Maximilian Löser-Hügel) verheiratet, der ebenfalls als Schauspieler tätig ist. 

## Filmografie
- 1980: Meines Vaters Straßenbahn (Fernseh-Zweiteiler)
- 1981: Polizeiruf 110: Auftrag per Post (Fernsehreihe)
- 1981: Hochhausgeschichten (Fernsehserie, 2 Episoden)
- 1983: Polizeiruf 110: Es ist nicht immer Sonnenschein
- 1984: Familie intakt (Fernsehserie, 1 Episode)
- 1987: Mensch Hermann (Fernsehserie, alle 6 Episoden)

## Theater

### Schauspielerin
- 1984: Franz von Pocci: Ritter Blaubart (Dame) – Regie: Klaus Stephan (Straßentheater Lumpensack Berlin)

### Regisseurin
- 2007: William Shakespeare: Die beiden Veroneser (Jugendkunstgruppe im Stadttheater Köpenick)

## Hörspiele
- 1985: Wjatscheslaw Kondratjew: Saschka (Frau) – Regie: Peter Groeger (Hörspiel – Rundfunk der DDR)
- 1988: Gerd Künzel: Das goldene Ei (Picklinde) – Regie: Peter Brasch (Kinderhörspiel/Kurzhörspiel – Rundfunk der DDR)